# Georges Vestris
Georges Vestris (Fort-de-France, 8 giugno 1959) è un ex cestista francese.

## Carriera
Con la Francia ha disputato i Giochi olimpici di Los Angeles 1984, i Campionati mondiali del 1986 e tre edizioni dei Campionati europei (1983, 1987, 1989).

## Palmarès
- Campionato francese: 5

ASPO Tours: 1979-80
CSP Limoges: 1984-85, 1987-88, 1988-89, 1989-90
- Coppa delle Coppe: 1

CSP Limoges: 1987-88